# Doliornis
Doliornis là một chi chim trong họ Cotingidae.